# Oude Sluis (Vreeswijk)
De Oude Sluis of Vaartse sluis is een dubbele schutsluis in het Nederlandse Vreeswijk, in vroegere tijden een belangrijke plaats in de binnenvaart. De sluis verbindt de rivier de Lek met de Vaartsche Rijn.
Vanaf de 1373 bevonden zich op en rond deze locatie meerdere voorgangers. Het is daarmee een van de oudste plekken met een schutsluis in Nederland. Tussen 1821 en 1824 is de huidige sluis aangelegd naar ontwerp van de waterbouwkundig ingenieur Jan Blanken. De sluis is een rijksmonument evenals de nabijgelegen sluiswachterswoning en een of meer balkenloodsen. Ten westen ligt de Koninginnensluis die eind 19e eeuw is gebouwd om de Oude Sluis te ontlasten. Tussen de Oude Sluis met ten oosten ervan Fort Vreeswijk ligt ook nog de Rijkshulpschutsluis uit 1817.

## Afbeeldingen

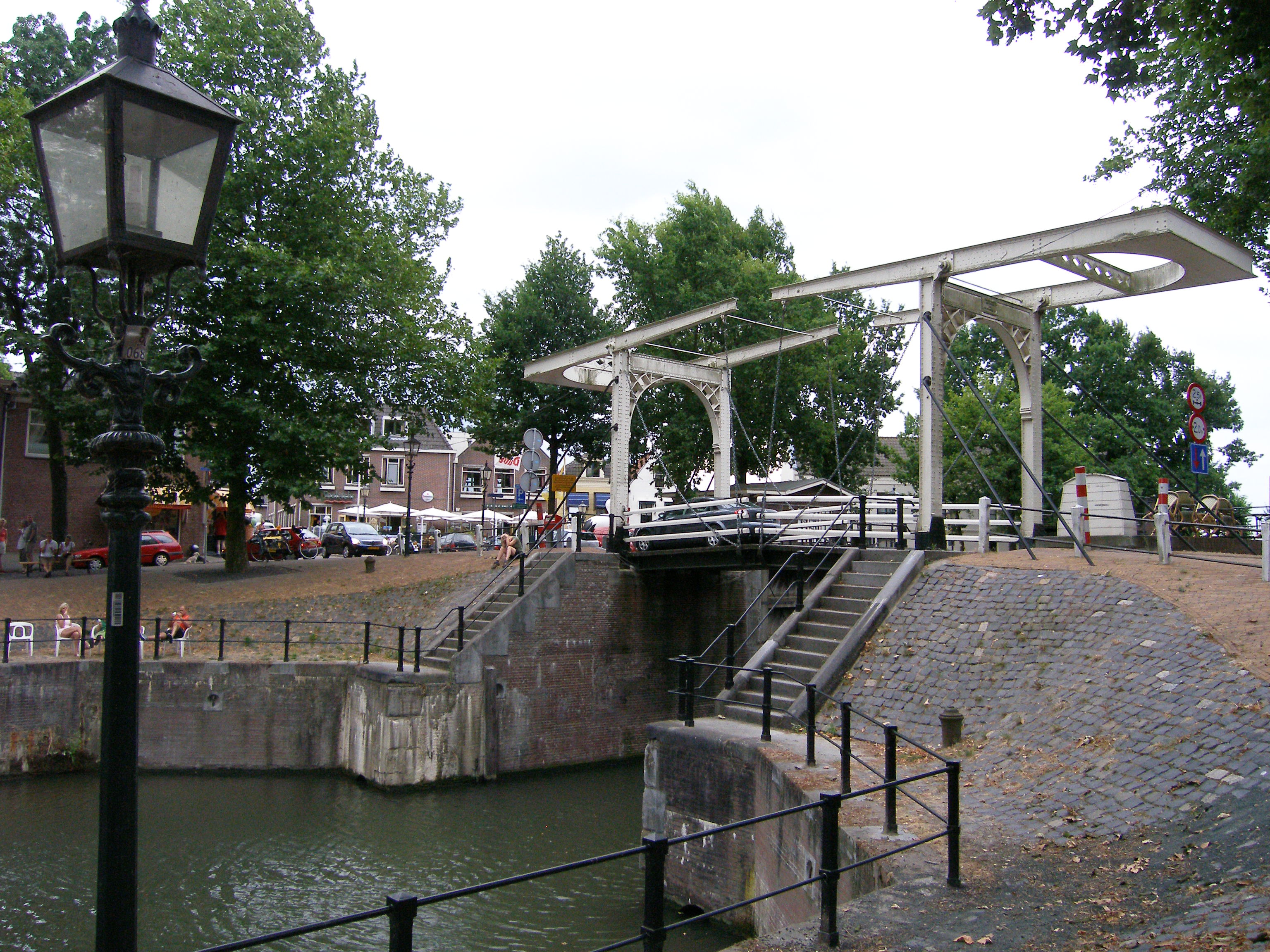
Dubbele ophaalbrug aan de noordzijde over het sluishoofd.
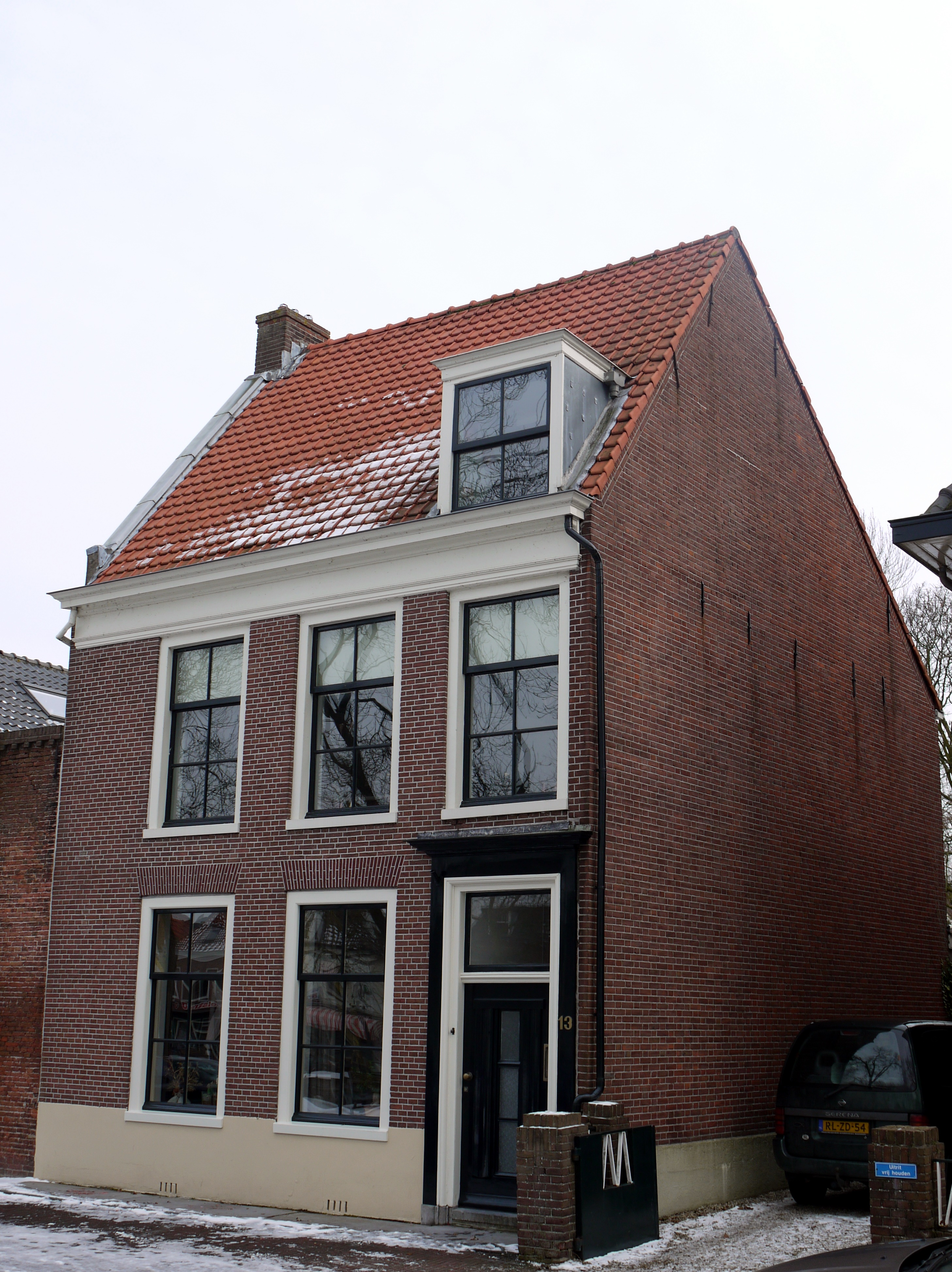
Sluiswachterswoning